# Prey (Album)
Prey ist das achte Studioalbum der Metal-Band Tiamat. Es erschien im Oktober 2003 bei Century Media.

## Entstehung und Stil
Auch auf Prey spielte Tiamat eine Mixtur aus langsamen Dark-Rock-Songs und solchen mittleren Tempos mit Einflüssen aus anderen Rock-Subgenres und einigen Gothic-Metal-Elementen. Alle Stücke wurden von Johan Edlund selbst geschrieben, nur The Pentagram ist ein vertontes Gedicht von Aleister Crowley. Das Album wurde in Edlunds eigenem Studio The Temple of the Crescent Moon sowie in den Modern Art Studios mit Toningenieur Sam Carpenter aufgenommen. Abgemischt wurde es von T.T. Oksala in den Finnvox Studios in Helsinki. Die Stücke Cain und Divided erschienen später als Liveversionen als Bonustitel von The Scarred People. Den weiblichen Gesang bei Carry Your Cross and I’ll Carry Mine übernahm Sonja Brandt.

## Rezeption
Das Album erreichte in Deutschland Platz 83. Tobias Blum schrieb im Magazin Rock Hard, das Album verbinde das „Songwriting der letzten beiden Tiamat-Werke mit der Atmosphäre von Wildhoney“. Besonders Carry Your Cross And I’ll Carry Mine lobte er als „absoluten Höhepunkt“ des Albums. Seine Bewertung lag bei acht von zehn Punkten. John Serba von der Webseite Allmusic.com vergab zwei von fünf Sternen und bezeichnete das Album als „enttäuschend“ und kritisierte die eingängigeren Songs als „unbeholfen und gezwungen“: „Dominated by big, droning chords, medium to crawling tempos, and Edlund’s clean, sub-Andrew Eldritch/Peter Steele croon, Prey drifts in a sea of contrived depression, and any ill-advised stabs at catchy songwriting -- Wings of Heaven, Carry Your Cross and I’ll Carry Mine -- sound clunky and forced.“

## Titelliste
1. „Cain“ – 5:25
2. „Ten Thousand Tentacles“ – 1:34
3. „Wings of Heaven“ – 4:32
4. „Love in Chains“ – 4:24
5. „Divided“ – 5:18
6. „Carry Your Cross and I’ll Carry Mine“ – 4:37
7. „Triple Cross“ – 1:21
8. „Light in Extension“ – 4:47
9. „Prey“ – 3:31
10. „The Garden of Heathen“ – 1:25
11. „Clovenhoof“ – 4:54
12. „Nihil“ – 6:09
13. „The Pentagram“ – 7:20